# NPO Radio 2
Pour les articles homonymes, voir Radio 2.
NPO Radio 2 est une station de radio publique néerlandaise. Depuis 2005, des radiodiffuseurs publics prennent part à la radio sous l'égide de la NPO, dont AVRO, BNN, VARA, TROS, EO, KRO, NCRV, NPS et MAX.
NPO Radio 2 diffuse principalement de la musique des années 1970 et 1980. Elle est également connue pour son émission du Top 2000 diffusée tous les ans depuis 1999. Du soir du lendemain de Noël jusqu'au réveillon de la Saint-Sylvestre, la radio diffuse sans interruption les 2000 chansons considérées comme les plus populaires par vote.

## Histoire de la radio
Le 19 août 2014, RADIO 2 devient « NPO radio 2 » comme l'ensemble des radios du groupe Nederlandse Publieke Omroep,.

### Identité visuelle (logo)

Logo de radio 2(Du 15 mars 2007 au 31 décembre 2010)
Logo de RADIO 2(Du 1er janvier 2011 au 19 août 2014)
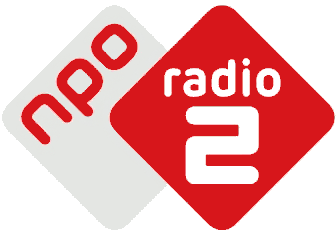
Logo de NPO radio 2(Depuis le 19 août 2014)

### Slogans
- 15 janvier 1947-1 janvier 2011 : « Je hoort nog 'ns wat » (« T'entends parfois quelque chose » en néerlandais)
- Du 1 janvier 2011 au 19 août 2014 : « De muziek zegt alles » (« La musique dit tout » en néerlandais)
- Depuis le 19 août 2014 : « Er is maar één NPO Radio 2 » (« Il n’y a qu’un seul NPO Radio 2 » en néerlandais)